# Емісія цінних паперів
Емі́сія ці́нних папе́рів — сукупність дій емітента, що проводяться в установленій законодавством послідовності і спрямовані на розміщення емісійних цінних паперів серед їх перших власників.

## Етапи емісії цінних паперів
Стандартна емісія цінних паперів припускає такі етапи:
- ухвалення рішення про розміщення емісійних цінних паперів;
- затвердження рішення про розміщення емісійних цінних паперів;
- державну реєстрацію випуску емісійних цінних паперів;
- розміщення емісійних цінних паперів (тобто передачу цінних паперів первинним власникам);
- державну реєстрацію звіту про результати розміщення емісійних цінних паперів або представлення в реєструючий орган повідомлення про результати розміщення емісійних цінних паперів.

У низці випадків процедура емісії цінних паперів може відрізнятися від стандартної. Так, наприклад, при установі акціонерного товариства або реорганізації юридичних осіб, здійснюваної у формі злиття, розділення, виділення і перетворення, процедура емісії цінних паперів виглядає таким чином:
- ухвалення рішення про розміщення емісійних цінних паперів;
- затвердження рішення про розміщення емісійних цінних паперів;
- розміщення емісійних цінних паперів (тобто передача цінних паперів первинним власникам);
- одночасна державна реєстрація випуску і звіту про результати розміщення емісійних цінних паперів.

## Мета емісії цінних паперів
Емісія цінних паперів здійснюється емітентами з однією з таких цілей:
- Формування первинного статутного капіталу при заснуванні акціонерного товариства;
- Зміна величини статутного капіталу акціонерного товариства;
- Консолідація або дроблення раніше випущених цінних паперів;
- Реорганізація акціонерного товариства або інших форм юридичних осіб (при перетворенні в акціонерне товариство);
- Зміна обсягу прав, що надаються раніше випущеними цінними паперами господарського товариства;
- Поповнення власного капіталу (залучення непозикових інвестицій);
- Залучення позикових інвестицій.